# Danske Statsbaner
DSB (Danske Statsbaner) este o societate feroviară de transport călători din Danemarca.